# الشورى الشرقية
الشورى الشرقية هي تحالف شكله زعماء قبليين وإقليميين لطرد طالبان في ولاية خوست وولاية ننكرهار خلال الحرب في أفغانستان. وصفت ماري آن ويفر، في كتابة في صحيفة نيويورك تايمز في الذكرى الرابعة للهجمات التي نفذها تنظيم القاعدة في 11 سبتمبر 2001، تشكيل الشورى الشرقية نتيجة مفاوضات الاستسلام في 13 نوفمبر 2001 بين محمد يونس خالص وأسامة بن لادن.